# Orago
Orago è un quartiere denominativo del comune italiano di Jerago con Orago, posto nella zona sudorientale del paese verso Cavaria, centro con cui costituisce conurbazione. Per secoli fu invece un singolo comune della provincia di Milano.

## Storia
Orago era un piccolo centro del Milanese di antica origine, sede di parrocchia e appartenente alla pieve di Gallarate del ducato di Milano. Col passaggio del territorio lombardo all'Austria nel Settecento, tutto il territorio a nord di Gallarate fu oggetto di complesse riforme amministrative volte a razionalizzare i servizi locali su logiche illuministiche. I funzionari dell'imperatrice Maria Teresa progettarono più volte l'unione di Orago e dei suoi 122 abitanti con la confinante Cavaria, arrivando a realizzarla compiutamente nel 1757. Nel 1786 Orago con Cavaria entrò nella neocostituita Provincia di Varese, che venne soppressa dopo cinque anni. L'arrivo di Napoleone comportò nuovi cambiamenti: il comune, che al censimento del 1805 contava 420 abitanti, fu soppresso nel 1809 e aggregato dapprima a  Oggiona, poi a Besnate nel 1811. Colla costituzione del nuovo Regno Lombardo Veneto nel 1815 Orago riacquistò l'autonomia comunale. Nel 1853 vi furono registrati 687 residenti.
All'Unità d'Italia (1861) il comune di Orago contava 707 abitanti, e nel 1870 gli fu incorporata Premezzo, che perse l'autonomia comunale . Infine, nel 1892, il nucleo originario di Orago fu scorporato dal suo stesso comune ed annesso a Jerago, che prese il nome ufficiale di Comune di Jerago con Besnate e Orago, mentre ciò che rimaneva del vecchio Comune di Orago, cioè le frazioni Cavaria e Premezzo, cambiò nome in Comune di Cavaria ed Uniti. Successivamente, a causa dell'espansione edilizia, il centro abitato oraghese venne effettivamente inglobato nell'area urbana jeraghese.